# موبار - موتوياليتيه (مترو باريس)
موبار - موتوياليتيه (بالفرنسية: Maubert - Mutualité)‏ هي محطة مترو تابعة لمترو باريس تقع في فرنسا في الدائرة الخامسة في باريس.

## مقالات ذات صلة
- مترو باريس
- قائمة محطات مترو باريس